# Teregova
Teregova – wieś w Rumunii, w okręgu Caraș-Severin, w gminie Teregova. W 2011 roku liczyła 2790 mieszkańców. 